# Kutyabarát hely
A kutyabarát hely (Dogfriendly Place) elnevezéssel azokat a szállás, vendéglátó, és kereskedelmi egységeket nevezzük melyekbe akár kis, közepes vagy nagy méretű kutyával is be lehet térni. 2016 óta a Kutyabarát hely tanúsító védjegy feltételrendszere alapján minősített helyek használhatják ezt a megkülönböztető elnevezést.

## Jellemzői
Magyarországon a lakosság több, mint egynegyede tart kutyát. Kutyatartási kultúránk fejlődésének jelentős részét képezi, hogy egyre többen tekintenek háziállatukra családtagként, biztosítva számára az őt megillető figyelmet, minőségi táplálást, megfelelő ellátást. Mindemellett a kutya és gazdája közötti kötődés eredményeként az utóbbi években megjelent azon igény is, hogy a kutyatulajdonosok kedvencük kíséretében tölthessék el szabadidejüket, nyaralásukat.
Mindez a “kutyabarát hely” mint fogalom egyre szélesebb körben történő elterjedéséhez és használatához vezetett, esetenként olyan intézmények és szolgáltatók részéről is, akik bizonyos határokat szabnak “kutyabarát” mivoltuknak.
Ám, miközben egyre több cég vallja magát kutyabarátnak, a felmérések azt mutatják, hogy gyakran nincs mögöttük valós szolgáltatás. Egy felmérésében megkérdezett 400 szálloda vallotta magát kutyabarátnak, ám a kérdőív mélységével párhuzamosan problémák merültek fel a válaszadással kapcsolatosan a „kutyabarát” kifejezés nem megfelelő értelmezése miatt. 2016. júliusa óta azonban hivatalos védjegyet kaphatnak azok a szállodák és vendéglátóhelyek, amelyek valóban kutyabarát szolgáltatást nyújtanak.
Az esetleges félreértések és balesetek - és az ezekből származó károk, jogi következmények - elkerülése, valamint a szálláshelyek, vendéglátók, üzletek, egyéb intézmények és a szolgáltatásaikat igénybe vevő személyek - köztük a kutyatulajdonosok - közötti kölcsönös együttműködés kiemelt jelentősége hívta életre a minősítő rendszer kialakítását.

## “Kutyabarát hely” minősítés
A Kutyabarathelyek.hu® által kidolgozott minősítési rendszer, mely összhangban áll az ÁNTSZ és a NÉBIH vonatkozó jogszabályaival, egy tiszta, egységes képet ad arról, mi is az, hogy „kutyabarát hely”.
A 2016 júliusában jogerőre emelkedett Tanúsító Védjegy eredményeképpen az adott helyek tulajdonosai, vezetői egy megbízható szakmai iránymutatást, tájékoztatást kapnak, hogyan válhatnak hivatalosan, minden hazai szabálynak megfelelő kutyabarát hellyé.
A „Kutyabarát hely” minősítést igénylők számára minden információ és segédanyag biztosított a minősítés elnyeréséhez. A szakmai segítség a kutyabarát hellyé váláshoz is adott.
A minősítés igényelhető szálláshelyek, vendéglátóhelyek, üzletek, közintézmények, múzeumok, bevásárlóközpontok, fürdőhelyek üzemeltetői által. A minősítő rendszer feltételeinek teljesülése esetén az igénylő jogosulttá válik a „Kutyabarát hely” elnevezés használatára, melyet az ingatlanára kihelyezett „Kutyabarát hely védjegymatrica” jelez.
A minősítést igénylő kutyabarát vendéglátóhelyek, közintézmények és üzletek részére az oktatási anyag és a jegyzőkönyv és házirend biztosított.
A kutyabarathelyek.hu elnevezés és annak logója a MateWorks Kft. regisztrált védjegye, mely 2015. március 10-én vált jogerőssé a 217 856-os lajstromszámon.
A "Kutyabarát hely" tanúsító védjegy a 218 976-os lajstromszámon van nyilvántartva, ennek életbe lépésének ideje: 2015. szeptember 23.

## Szállások
A szállások közé tartoznak a 239/2009. (X. 20.) Korm. rendelet 2. § szerint a szálloda, panzió, kemping, közösségi szálláshely, egyéb szálláshely, falusi szálláshely. A kutyabarát szállások nem összetévesztendők a kutyapanziókkal, amelyek szakszerű feltételek mellett gondoskodnak a kutyákról a gazdák távolléte esetén. 
A kutyabarát szállás minősítéséhez szükséges minimum követelmények
- A szálláshelynek rendelkeznie kell minimum 2 szobával, melybe a kutyatartó a kutyájával együtt szállhat meg.
- A szálláshely közlekedőfolyosói legyenek a kutyákkal is megközelíthetők.
- Állandóan kihelyezett, vagy egyszer használatos itatóedény elhelyezése és friss víz biztosítása kutyabarát szobákban.
- A szálláshelynek rendelkeznie kell megfelelő és külön erre a célra kijelölt takarítóeszközökkel valamint egy megbízott, oktatásban részesült dolgozóval, aki az esetleges kutya utáni megfelelő és higiénikus feltakarítást képes elvégezni.
- A szálláshely takarítási rendjének tartalmaznia kell, a kutyabarát szoba takarításának fázisait és gyakoriságát.
- A szálláshelyek vendéglátó egységeinek kutyával való látogathatósága, a szállás üzemeltetőjének a döntése. Amennyiben a szállás vendéglátóhelye is kutyabarát, meg kell felelnie az vendéglátóhelyekkel szemben támasztott feltételeknek is.
- A szálláshely bejáratánál jó látható módon fel kell tüntetni, hogy a hely kutyabarát és milyen méretű kutyával látogatható.
- Tájékoztató jellegű házirend kialakítása, melyet az előtérben kell elhelyezni.

A szállás vezetősége maga választhatja meg, hogy milyen méretű kutyát enged be a szálláshelyre, illetve a szálláshely vendéglátó egységeibe, ezt külön a védjegytáblán is jelezve van a megfelelő piktogrammal. A szálláshelyen az egy szobában elhelyezhető kutyák számát is a szállás vezetősége szabja meg, illetve minimum 2 kutyabarát szobával kell rendelkeznie. A szállás ezen döntései szuverén, és ehhez igazodva kerül kialakításra a szálláshely kutyabarát stratégiája.

## Kutyabarát vendéglátóhelyek
A vendéglátóhelyek közé tartoznak a 210/2009. (IX. 29.) Korm. rendelet 28. §-nak megfelelő büfétermékek és melegkonyhás vendéglátóhelyek.
A kutyabarát vendéglátóhely minősítéshez szükséges minimum követelmények:
- Állandóan kihelyezett, vagy egyszer használatos itatóedény elhelyezése és friss víz biztosítása a kutya számára
- A vendéglátóhelynek rendelkeznie kell megfelelő és külön erre a célra kijelölt takarítóeszközökkel valamint egy megbízott, oktatásban részesült dolgozóval, aki az esetleges kutya utáni megfelelő és higiénikus feltakarítást képes elvégezni.
- A kutya nem léphet be gazdasági területre. A gazdasági területet matricával vagy egyéb felirattal jelölni kell.
- Kutyák kizárólag a vendégtérben tartózkodhatnak.
- A vendéglátóhely bejáratánál jó látható módon fel kell tüntetni, hogy a hely kutyabarát és milyen méretű kutyával látogatható.
- Tájékoztató jellegű házirend kialakítása, és kihelyezése.

A vendéglátóhely vezetősége maga választhatja meg, hogy milyen méretű kutyát enged be a vendéglátóhelyre, ezt külön a védjegytáblán is jelezve van a megfelelő piktogrammal, illetve figyelve a hely adottságaira külön jelzésre kerül, hogy a vendéglátó egységbe illetve a terasz vagy kerthelyiségbe milyen méretű kutyával lehet betérni.
A vendéglátóhelyen egy időben tartózkodó kutyák számát is a vendéglátóhely vezetősége szabja meg. Ehhez igazodva kerül kidolgozásra ki a vendéglátóhely kutyabarát stratégiája.

## Kutyabarát üzletek
Kutyabarát hely minősítést kaphat minden olyan üzlet, mely a 2005. évi CLXIV. törvény 2. § szerint üzletnek minősül.
A kutyabarát hely minősítéshez szükséges minimum követelmények:
- Az üzletnek állandóan kihelyezett, vagy egyszer használatos itatóedénnyel kell rendelkeznie, melyben friss vizet biztosít a kutyák számára.
- A kutyabarát üzletnek rendelkeznie kell megfelelő és külön erre a célra kijelölt takarítóeszközökkel valamint egy megbízott, oktatásban részesült dolgozóval, aki az esetleges kutya utáni megfelelő és higiénikus feltakarítást képes elvégezni.
- Tilos a kutyának belépni a gazdasági területre. A gazdasági területet matricával vagy egyéb felirattal jelölni kell.
- Az üzlet bejáratánál jó látható módon fel kell tüntetni, hogy a hely kutyabarát és milyen méretű kutyával látogatható.
- Az üzletnek rendelkeznie kell a kutyás vásárlókra vonatkozó tájékoztató jellegű házirenddel, ezt az üzlethelyiségben el kell helyezni.

Az üzlet vezetősége maga választhatja meg, hogy milyen méretű kutyát enged be az üzletbe, ezt külön a védjegytáblán is jelezésre a megfelelő piktogrammal. Az üzletben egy időben tartózkodó kutyák számát is az üzlet vezetősége szabja meg, mely a házirendben is rögzítésre kerül.

## Közintézmények
Kutyabarát hely minősítést kaphat minden társadalmi célú szervezet, az állam vagy egy hatóság által létesített, annak hatáskörébe tartozó, és az állam vagy közösség céljait szolgáló intézmény.
Nyilvánosan látogatható közintézmények kutyabarát minősítéséhez szükséges minimum követelmények:
- A látogatótér és ügyféltér legalább egy része megközelíthető legyen kutyával és az erre kijelölt rész jól láthatóan jelezve legyen.
- A vendéglátóhelynek rendelkeznie kell megfelelő és külön erre a célra kijelölt takarítóeszközökkel valamint egy megbízott, oktatásban részesült dolgozóval, aki az esetleges kutya utáni megfelelő és higiénikus feltakarítást képes elvégezni.
- Kutyák kizárólag az ügyfél és vendégtérben tartózkodhatnak.
- A vendéglátóhely bejáratánál jó látható módon fel kell tüntetni, hogy a hely kutyabarát és milyen méretű kutyával látogatható.
- Tájékoztató jellegű házirend kialakítása, és kihelyezése.

A kutyabarát közintézmények számára biztosítva vannak az oktatási anyagok, jegyzőkönyvek és a kutyás vásárlókra vonatkozó házirend.

## Munkahelyek
Kutyabarát munkahely minősítést kaphat minden olyan munkahely, mely fogadja a kutyával érkező dolgozóit is, valamint teljesíti a kutyabarát hely minősítéshez szükséges követelményeket.
Munkahelyek kutyabarát minősítéséhez szükséges minimum követelmények:
- Az épület tulajdonosa vagy a képviselője, üzemeltetője általi írásos engedély megléte kutyabarát munkahely létesítésére.
- Jól látható, egyértelmű tájékoztatást kell elhelyezni a bejáratnál a vállalat kutyabarát mivoltáról, valamint az engedélyezett kutyák számáról és méretéről, melyről érkezéskor szóbeli tájékoztatást is kap a belépő.
- A vállalat által elkészített házirend (működési szabályzat) és annak kommunikálása a dolgozók felé.
- A vállalatnak rendelkeznie kell az ÁNTSZ aktuális jogszabályainak megfelelően, külön erre a célra kijelölt takarítóeszközökkel valamint egy megbízott, takarításra képzett szakemberrel aki esetlegesen a kutya utáni megfelelő és higiénikus feltakarítást képes elvégezni.
- Szükséges itató és etetőedény kihelyezése, friss víz biztosítása a kutya számára.
- Vállalat a munkavállalók kutyájának chipszámát és érvényes oltását első alkalommal kötelező érvénnyel és évente legalább további egy alkalommal ellenőrzi (erről akár dokumentációt készít)
- A kutya – amennyiben a vállalat másként nem rendelkezik - nem léphet be szerver helyiségbe és gazdasági területre.

Kutyabarát munkahely minősítése az Irodakutya együttműködésével valósul meg.